# OneCoin
OneCoin (ванкойн, від One — одиниця, Coin — монета) — фінансова піраміда, яку рекламували як криптовалюту офшорні компанії OneCoin Ltd (розташована в Болгарії, зареєстрована в Дубаї) та OneLife Network Ltd (зареєстрована в Белізі), засновані Ружі Ігнатовою за участю Себастьяна Грінвуда. The Times охарактеризував це як «одне з найбільших шахрайств в історії».
«Ванкойн» позиціонували як «цифрову валюту, яка базується на криптографії», як аналог біткойна. При цьому є істотні відмінності ванкойна від того, що зазвичай прийнято вважати криптовалютою:
- відсутня однорангова мережа, майнінгом займається виключно сама компанія «One Coin Limited»;
- будь-які операції доступні тільки через сайти, підконтрольні компанії (особистий кабінет, МЛМ мережа OneLife, платформа DealShaker);
- контроль над базою транзакцій знаходиться виключно у компанії-емітента «One Coin Limited», для інших користувачів вона недоступна у будь-якому вигляді.

Електронне видання CoinTelegraph, спеціалізацією якого є напрямок криптовалют, одним з перших став вважати, що OneCoin має ознаки фінансової піраміди. Аналогічну оцінку давали й інші видання як з посиланнями на особливості створення, так і за значну роль в OneCoin багатьох людей, що раніше брали участь в інших подібних схемах.
CoinTelegraph звертає увагу на те, що інформація про освіту і діяльність Ружі Ігнатової до створення OneCoin підтверджується лише посиланнями на позв'язані особисто з нею джерела.
За різними оцінками, по всьсому світу у піраміду було вкладено від 4 до 15 млрд євро.
У 2017 році Ружа Ігнатова не з'явилася на заплановий захід і виїхала з Болгарії. З тих пір про неї не було відомостей. Замість неї піраміду очолив її брат Костянтин Ігнатов. Згодом більшість лідерів зникли або були заарештовані, хоча Ружа Ігнатова так і не була затримана. Грінвуд був заарештований у 2018, а Костянтин Ігнатов у березні 2019. У листопаді 2019 року Костянтин Ігнатов визнав свою провину за звинуваченнями у відмиванні грошей та шахрайстві. Загальне максимальне покарання за звинуваченнями — 90 років ув'язнення.

## Концепція
Для продажу ванкойнів компанія «One Coin Ltd» використовувала мережевий маркетинг. За інформацією компанії, її основним бізнесом є продаж навчальних матеріалів з біржової торгівлі у вигляді відео-уроків, які навчають людей користуванню криптовалютами, тому юридично у компанії не виникало ніяких фінансових зобов'язань перед учасниками. Менеджмент та керівництво компанії спеціально наголошували на цьому у прес-релізах, у яких вказувалось, що ванкойни в особистому кабінеті користувача — лише інструмент для навчання людей працювати з криптовалютами, що вони не мають за собою ніякого реального забезпечення та не являють собою фінансові зобов'язання будь-якої юридичної чи фізичної особи перед будь-ким. Безкоштовний ознайомчий пакет надає загальну інформацію про OneCoin та електронну книжку «Думай та багатій».
Навчальні пакети мали 7 рівнів з ціною від 110 до 118 000 євро. Пакети надавали деяку кількість «токенів», які можна було «використати» для «видобутку» ванкойнів. Прямий продаж ванкойнів за фіатні гроші компанія «One Coin Ltd» не проводила, але їх можна було придбати у інших учасників на внутрішньому майданчику обміну. Обсяг дозволених операцій залежав від рівня купленого учасником навчального пакету.

## Критика
Електронне видання CoinTelegraph вважає OneCoin аферою і фінансовою пірамідою. Спеціальне розслідування видання не змогло знайти незалежних підтверджень для тих регалій Ружі Ігнатової, які були вказані на офіційному сайті компанії. Розміщена на сайті фотографія обкладинки травневого номера за 2015 рік болгарського видання журналу Forbes, в якому розміщено інтерв'ю з Ружею Ігнатовою, не схожа на фотографію обкладинки того ж журналу з офіційного сайту Forbes. У журналі дійсно є матеріал про Ружу Ігнатову, який позначено як платну рекламу, а не редакційне інтерв'ю.
При особистій зустрічі потенційних інвесторів з власниками і менеджерами OneCoin відповіді на технічні питання не були докладними і не мали сенсу, якщо інтерпретувати їх на основі того, що вважається звичайним для криптовалют. За словами Ружі, децентралізація — це шлях до тіньової економіки, до таких процесів, як фінансування тероризму і сучасний світ ніколи не допустить децентралізовані криптовалюти до широкого розповсюдження. Пізніше стало відомо, що у OneCoin взагалі немає елементів, притаманних криптовалютам, в тому числі немає технології блокчейну.
Менеджери компанії завжди говорили про перспективу зростання ціни ванкойнів, але поточну ціну неможливо було перевірити з незалежних джерел. Наприклад, станом на кінець травня 2017 року жодний незалежний сервіс обміну криптовалют не виконував операцій з ванкойнами. Тому оприлюднені на сайті OneCoin ціни, на думку видання CoinTelegraph, є «самокотуванням».
Британська газета Daily Mirror написала, що OneCoin/OneLife — це шахрайство на основі прагнення до швидкого збагачення, називаючи його «на практиці марним».

## Офіційні рішення та приписи
Угорський національний банк видав попередження про те, що OneCoin є пірамідальною схемою.
28 квітня 2017 року Банк Таїланду випустив попередження проти OneCoin, заявивши, що це незаконна цифрова валюта, яка не повинна використовуватися в торгівлі.
12 липня 2017 р. Управління з фінансових ринків Австрії оприлюднило заяву, за якою компанія OneCoin не має права здійснювати банківські операції в Австрії, які вимагають ліцензії.
В 2018 році у Китаї правоохоронці стягнули 1,7 млрд юанів (267,5 млн дол. США), притягнувши до відповідальності 98 осіб, пов'язаних з OneCoin.
У 2021 Міністерство цифрової трансформації та Кабінет Міністрів України «зацікавилися співпрацею з фінансовою пірамідою OneCoin, яку позиціюють як криптовалюту».

### Заява болгарської Комісії з фінансового нагляду
Болгарська Комісія з фінансового нагляду 30 вересня 2015 року опублікувала спеціальне повідомлення, присвячене OneCoin. Потенційні інвестори інформуються про те, що придбання, торгівля і оплата через OneCoin та інші криптовалюти не регулюється існуючим в ЄС або болгарським національним законодавством про ринки капіталу. OneCoin, як й інші віртуальні валюти, не визнається і не розглядається як фінансовий інструмент. Потенційні інвестори попереджуються про те, що інвестиції в криптовалюти мають високий рівень ризику. У разі банкрутства організатора, подібні інвестиції не підлягають компенсації з «Фонду компенсацій інвесторам». Після попередження, OneCoin припинив всю діяльність в Болгарії і почав використовувати неболгарскі банки для обробки платежів від болгарських учасників.

### Управління з фінансового регулювання і нагляду Великої Британії
У вересні 2016 року Управління з фінансового регулювання і нагляду Великої Британії (FSA) заявило, що OneCoin Ltd не робіть ніяких дій, які вимагають ліцензування, однак є стурбованість потенційними ризиками, які ця фірма створює для споживачів у Великій Британії. В заяві споживачів, які вважають, що вони були ошукані, закликали зв'язатися з лондонським поліцейським відділом шахрайства, яке веде відповідне розслідування.

### Рішення Італійського антимонопольного управління
Італійське антимонопольне управління в грудні 2016 року прийняло тимчасову заборону на діяльність компанії One Network Services Ltd. за просування і розповсюдження криптовалюти OneCoin, описуючи їх діяльність як «незаконну пірамідальну систему продажу» («sistema di vendita piramidale vietato dalla legge»). 27 лютого 2017 року після завершення розслідування регулятор заборонив всі дії з OneCoin до подальшого повідомлення.

### Рішення Федерального управління фінансового нагляду Німеччини
У лютому 2017 року Федеральне управління фінансового нагляду Німеччини заморозило 29 мільйонів євро на банківських рахунках, які використовувались для відмивання грошей в мережі OneCoin. Крім того, компанія IMS International Marketing Services GmbH отримала припис припинити всі несанкціоновані транзакції, пов'язані з OneCoin, і повернути останні грошові транзакції своїм інвесторам. У квітні 2017 року регулятор наказав «OneCoin Ltd» припинити весь бізнес в Німеччині і заборонив торгівлю ванкойнами.

### Комітет державних доходів Міністерства фінансів Казахстану
В квітні 2017 року Комітет державних доходів Міністерства фінансів Казахстану прокоментував «схему роботи псевдокріптовалютной піраміди OneCoin в Астані». На їх думку, «продукт OneCoin фактично не є криптовалютою, а являє собою аналог електронних платіжних одиниць, широко використовуваних в онлайн-іграх, відповідно, вся інформація, навіювана вкладникам компанії, про можливість отримання надприбутку, є злочинною вигадкою, спрямованою на незаконне заволодіння грошовими коштами вкладників».

### Заява Комісії з фінансових послуг Белізу
29 травня 2017 року Міжнародна комісія з фінансових послуг Белізу (IFSC) випустила попередження про те, що «OneLife Network Ltd» веде торговельну діяльність без ліцензії або дозволу від IFSC або будь-якого іншого органу. На адресу компанії було направлено пропозицію припинити незаконний торговий бізнес.

### «В'єтнамська ліцензія»
16 червня 2017 року від керівництва OneCoin Ltd. було поширено заяву про те, що OneCoin ліцензується урядом В'єтнаму і отримує законну можливість використання у В'єтнамі як цифрову валюту. 20 червня 2017 року Міністерство планування та інвестицій В'єтнаму опублікувало заяву про підробку документу, який OneCoin використовував як доказ легалізації. Міністерство почало перевірку щодо підробки державних документів та попередило людей і підприємства про пильність, якщо вони зіткнулися з цим документом.